# Izbicko
Pour les articles homonymes, voir Izbicko.
Izbicko est une localité polonaise et siège du gmina du même nom, située dans le powiat de Strzelce en voïvodie d'Opole.